# Freak Antoni
Freak Antoni, pseudonimo di Roberto Antoni (Bologna, 16 aprile 1954 – Bentivoglio, 12 febbraio 2014), è stato un cantautore, scrittore, attore, artista performativo, poeta e disc jockey italiano.
Fondatore e leader degli Skiantos e considerato il padre del rock demenziale italiano, ha usato anche gli pseudonimi di Beppe Starnazza e Astro Vitelli. Uno dei suoi principali meriti è l'aver trasformato il linguaggio dei giovani del suo tempo nella poesia beffarda e aggressiva che l'ha caratterizzato. È noto come agitatore culturale per il suo anticonformismo e l'impegno rivoluzionario e irriverente nella musica e nell'arte in generale contro la retorica delle istituzioni. La sua dissacrante e irresistibile ironia ha colpito anche lo stagnante intellettualismo degli anni settanta e ottanta e i comportamenti contraddittori di molti pseudo-rivoluzionari.
Assieme a personaggi come Andrea Pazienza, Filippo Scozzari, Stefano Benni, Lucio Dalla, Francesco Guccini, è stato uno dei simboli del grande movimento alternativo sbocciato a Bologna negli anni settanta e ottanta che ne fece il punto di riferimento per diversi settori dell'arte. È stato un artista molto influente per il suo tempo, aprendo la strada a una generazione di nuovi artisti che hanno imparato molto dal suo esempio.

## Biografia
Roberto Antoni crebbe a San Giovanni in Persiceto, alle porte di Bologna e conseguì il diploma di perito agrario all'Istituto Tecnico Agrario "Arrigo Serpieri" all'inizio degli anni settanta. Frequentò il DAMS . In quegli anni iniziò a dar forma al personaggio di leader, cantante, paroliere, animatore del gruppo rock demenziale Skiantos.

### Skiantos e rock demenziale
Gli Skiantos si formarono nel 1975 a Bologna, studenti del DAMS che iniziarono a suonare nella cantina di Roberto Antoni, che solo in seguito diventò noto come Freak Antoni (pronuncia: [ˈfriːk anˈtɔ.ni]). Nel 1976 Freak Antoni faceva parte anche di un gruppo chiamato Demenza Precoce. Nel 1977 gli Skiantos pubblicano il loro primo lavoro, Inascoltable, uscito inizialmente su musicassetta per la Harpo's Bazaar. Nel 1978 realizzano per la Cramps Records il loro secondo LP dal titolo MONO tono, considerato da Freak Antoni un disco punk, con cui si affermano grazie anche all'anticonformismo di rottura sociale tipico del movimento del Settantasette, di cui il gruppo stesso diventa ben presto uno dei portavoce, in particolare degli indiani metropolitani, l'ala creativa e artistica del movimento che introduce un nuovo approccio alla politica basato sul sarcasmo e la satira e si differenzia dall'ala dei militanti più arcigni.
Per il contributo offerto in questo periodo, Freak Antoni e gli Skiantos verranno definiti i primi punk italiani e i fondatori del rock demenziale, basato su testi ironici e apparentemente banali dai quali emerge spesso una satira intelligente, graffiante e surreale. Il gruppo definisce il termine "demenziale" come «un cocktail di ironia, improvvisazione, poesia quasi surreale, cretinerie, paradossi e colpi di genio». Per distinguersi da altri artisti definiti demenziali, Freak Antoni dichiara: "demenziale può somigliare a surreale ma anche a banale e a non intellettuale […] il demente non capisce la differenza tra demente e demenziale". In seguito avrebbe dato nel proprio libro Badilate di cultura la seguente definizione del termine: "Tutto ciò che è assurdo e bizzarro insieme, non eroico, non retorico, non modaiolo, non istituzionale […] un cocktail di pseudofuturismo, dada, goliardia, improvvisazione, […] provocazione con ironia d’avanspettacolo, poesia surreale soprattutto cretina".
Nel 1978 il gruppo fa il suo primo concerto lontano da Bologna a Milano, nella Palazzina Liberty occupata da Dario Fo a sostegno de Il Male, l'antesignana delle riviste satiriche italiane. I loro concerti sono caratterizzati da continue provocazioni - come il lancio di ortaggi tra i musicisti e il pubblico - che raggiungono il culmine il 2 aprile 1979 al Bologna Rock, quando portano in scena una cucina, un tavolo, un televisore e un frigo, si cucinano e mangiano spaghetti senza suonare nulla; alle proteste del pubblico Antoni risponde "Non capite un cazzo: questa è avanguardia, pubblico di merda". L'esibizione viene definita una fuga dall'immagine stereotipata del gruppo rock in cui la band cominciava a sentirsi rinchiusa ma suscita anche reazioni negative tra il pubblico. Freak Antoni a tale proposito ha commentato: "La nostra provocazione aveva toccato, a seconda dei punti di vista, il fondo e l'apice nello stesso momento".
In quel periodo Freak Antoni è uno degli autori più stimolanti nell'ambito del movimento artistico-culturale post movimento del Settantasette, nel 1979 pubblicano l'apprezzato Kinotto, considerato da Freak Antoni un LP new wave, e in seguito presentano il brano Fagioli, tratto dall'album, alle selezioni del Festival di Sanremo 1980, scelta che provoca la fuoriuscita del cantante dal gruppo. Quello stesso anno gli Skiantos pubblicano il loro primo disco senza Freak Antoni, che inizia a dedicarsi ad altri progetti e a esprimere il suo lato più squisitamente satirico e letterario. Torna a esibirsi con membri degli Skiantos nel 1984, anche se il gruppo con nuovi musicisti si riforma ufficialmente nel 1987 e Antoni continuerà per molti anni ad esserne il frontman.

## Tributi

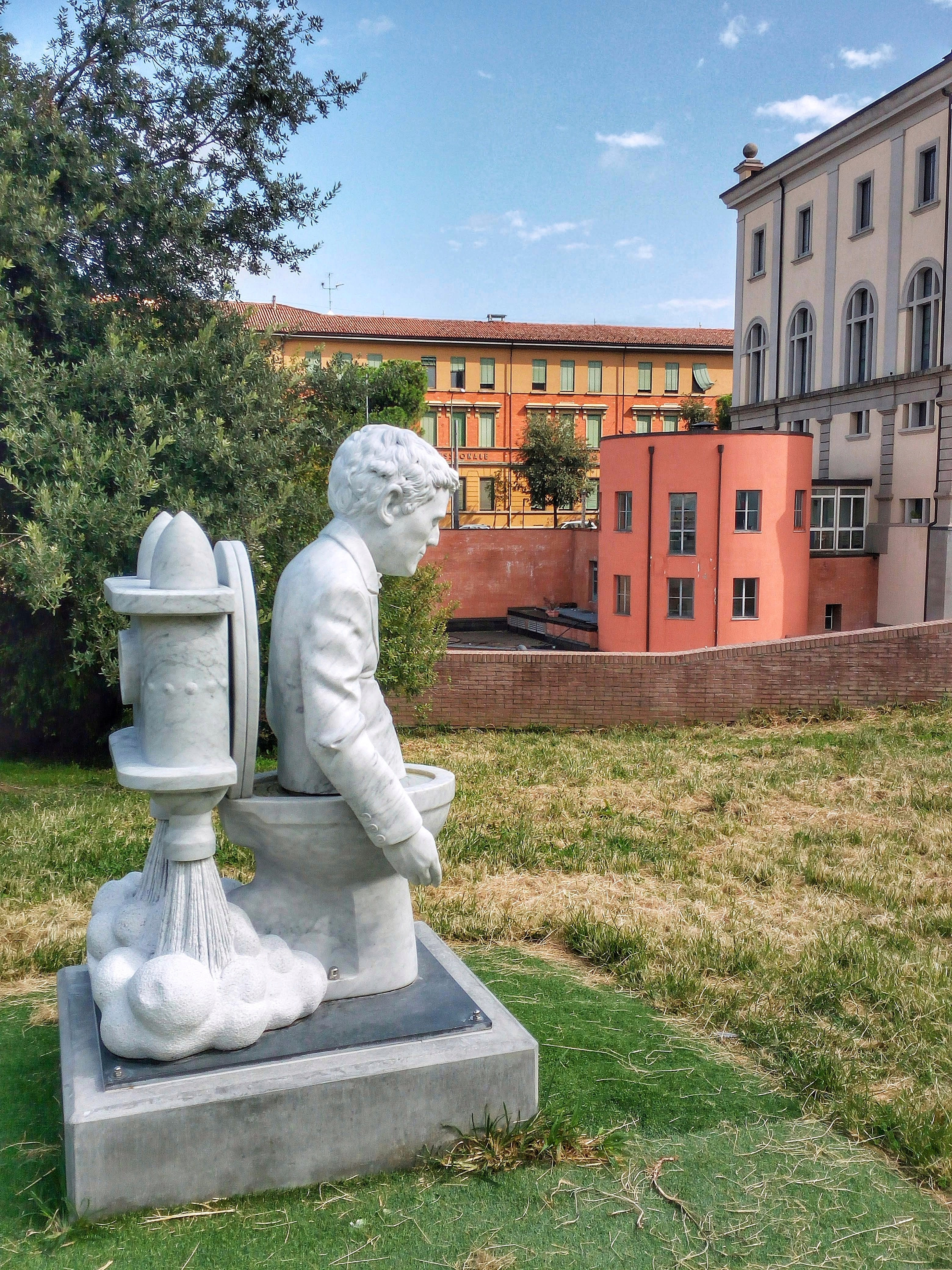
Scultura dedicata a Freak Antoni nel parco del Cavaticcio - giardino John Klemen